# Ambaris
Ambaris, auch Amris, war König von Bit Burutaš (Tabal unter Zugewinn von Ḫilakku) und Sohn sowie Nachfolger von Ḫulli. Er war Vasall Šarru-kīns II. und mit dessen Tochter Aḫat-abiša verheiratet. Gemeinsam mit Rusa I. von Urartu und Mita von Mušku revoltierte er gegen die assyrische Oberherrschaft. Infolgedessen wurde er 713 v. Chr. abgesetzt und nach Niniveh deportiert. Tabal wurde daraufhin als Provinz in das assyrische Großreich eingegliedert.